# Élections cantonales de 1898 dans la Mayenne
Les élections cantonales françaises de 1898 ont lieu les 31 juillet et 7 août 1898.

## Résultats pour le conseil général

### Arrondissement de Laval

#### Canton d'Argentré
|                      | Edmond Gaultier de Vaucenay * | Monarchiste | 1 379 |  |  |  |
|                      |                               | Divers      | 89    |  |  |  |
|                      |                               |             |       |  |  |  |
| Inscrits             | Inscrits                      | Inscrits    | 2 110 |  |  |  |
| Votants              | Votants                       | Votants     | 1 488 |  |  |  |
| Exprimés             |                               |             |       |  |  |  |
| * Conseiller sortant |                               |             |       |  |  |  |

#### Canton d'Evron
|                      | Léon Courcelle * | Opportuniste | 1 576 |  |  |  |
|                      |                  | Divers       | 154   |  |  |  |
|                      |                  |              |       |  |  |  |
| Inscrits             | Inscrits         | Inscrits     | 3 457 |  |  |  |
| Votants              | Votants          | Votants      | 1 731 |  |  |  |
| Exprimés             |                  |              |       |  |  |  |
| * Conseiller sortant |                  |              |       |  |  |  |

#### Canton de Meslay-du-Maine
|                      | Camille Lemonnier de Lorière * | Légitimiste | 1 926 |  |  |  |
|                      |                                | Divers      | 94    |  |  |  |
|                      |                                |             |       |  |  |  |
| Inscrits             | Inscrits                       | Inscrits    | 2 990 |  |  |  |
| Votants              | Votants                        | Votants     | 2 035 |  |  |  |
| Exprimés             |                                |             |       |  |  |  |
| * Conseiller sortant |                                |             |       |  |  |  |

#### Canton de Montsûrs
|                      | Jean Baptiste François Vétillard | Opportuniste | 836   |  |  |  |
|                      | Georges Gamard *                 | Orléaniste   | 672   |  |  |  |
|                      |                                  |              |       |  |  |  |
| Inscrits             | Inscrits                         | Inscrits     | 1 873 |  |  |  |
| Votants              | Votants                          | Votants      | 1 521 |  |  |  |
| Exprimés             |                                  |              |       |  |  |  |
| * Conseiller sortant |                                  |              |       |  |  |  |

#### Canton de Sainte-Suzanne
|                      | Anatole Édouard Robert * | Opportuniste | 1 588 |  |  |  |
|                      |                          | Divers       | 74    |  |  |  |
|                      |                          |              |       |  |  |  |
| Inscrits             | Inscrits                 | Inscrits     | 2 407 |  |  |  |
| Votants              | Votants                  | Votants      | 1 662 |  |  |  |
| Exprimés             |                          |              |       |  |  |  |
| * Conseiller sortant |                          |              |       |  |  |  |

### Arrondissement de Château-Gontier

#### Canton de Bierné
|                      | Louis-Marie de Quatrebarbes * | Monarchiste | 1487 |  |  |  |
|                      |                               | Divers      | 4    |  |  |  |
|                      |                               |             |      |  |  |  |
| Inscrits             | Inscrits                      | Inscrits    | 2305 |  |  |  |
| Votants              | Votants                       | Votants     | 1608 |  |  |  |
| Exprimés             |                               |             |      |  |  |  |
| * Conseiller sortant |                               |             |      |  |  |  |

#### Canton de Château-Gontier
|                      | Étienne Albert Duboys Fresney * | Républicain indépendant | 3 245 |  |  |  |
|                      |                                 | Divers                  | 41    |  |  |  |
|                      |                                 |                         |       |  |  |  |
| Inscrits             | Inscrits                        | Inscrits                | 5349  |  |  |  |
| Votants              | Votants                         | Votants                 | 3568  |  |  |  |
| Exprimés             |                                 |                         |       |  |  |  |
| * Conseiller sortant |                                 |                         |       |  |  |  |

#### Canton de Grez-en-Bouère
| Candidats            | Candidats         | Étiquette    | Premier tour | Premier tour | Deuxième tour | Deuxième tour |
| Candidats            | Candidats         | Étiquette    | Voix         | %            | Voix          | %             |
| -------------------- | ----------------- | ------------ | ------------ | ------------ | ------------- | ------------- |
|                      | Joseph Godivier * | Opportuniste | 1860         |              |               |               |
|                      |                   | Divers       | 6            |              |               |               |
|                      |                   |              |              |              |               |               |
| Inscrits             | Inscrits          | Inscrits     | 2832         |              |               |               |
| Votants              | Votants           | Votants      | 2017         |              | '             |               |
| Exprimés             |                   |              |              |              |               |               |
| * Conseiller sortant |                   |              |              |              |               |               |

### Arrondissement de Mayenne

#### Canton de Bais
|                      | Alphonse Janvier | Opportuniste | 2 159 |  |  |  |
|                      |                  |              |       |  |  |  |
| Inscrits             | Inscrits         | Inscrits     | 3469  |  |  |  |
| Votants              | Votants          | Votants      | 2350  |  |  |  |
| Exprimés             |                  |              |       |  |  |  |
| * Conseiller sortant |                  |              |       |  |  |  |

#### Canton de Couptrain
|                                                            | Ernest Godefroy | Opportuniste | 1891 |  |  |  |
|                                                            |                 |              |      |  |  |  |
| Inscrits                                                   | Inscrits        | Inscrits     | 2872 |  |  |  |
| Votants                                                    | Votants         | Votants      | 1958 |  |  |  |
| Exprimés                                                   |                 |              |      |  |  |  |
| En remplacement lié au décès de Lucien Chaulin-Servinière. |                 |              |      |  |  |  |

#### Canton du Horps
|                      | Edmond Lucien Leblanc * | Monarchiste | 1494 |  |  |  |
|                      |                         | Divers      | 13   |  |  |  |
|                      |                         |             |      |  |  |  |
| Inscrits             | Inscrits                | Inscrits    | 2374 |  |  |  |
| Votants              | Votants                 | Votants     | 1647 |  |  |  |
| Exprimés             |                         |             |      |  |  |  |
| * Conseiller sortant |                         |             |      |  |  |  |

#### Canton de Lassay-les-Châteaux
|                      | Louis Mézange | Opportuniste | 1 122 |  |  |  |
|                      | Letoré        |              | 616   |  |  |  |
|                      |               |              |       |  |  |  |
| Inscrits             | Inscrits      | Inscrits     | 2091  |  |  |  |
| Votants              | Votants       | Votants      | 1757  |  |  |  |
| Exprimés             |               |              |       |  |  |  |
| * Conseiller sortant |               |              |       |  |  |  |

#### Canton de Pré-en-Pail
|                      | Amédée Fichet * | Opportuniste | 1684 |  |  |  |
|                      |                 | Divers       | 24   |  |  |  |
|                      |                 |              |      |  |  |  |
| Inscrits             | Inscrits        | Inscrits     | 2765 |  |  |  |
| Votants              | Votants         | Votants      | 1774 |  |  |  |
| Exprimés             |                 |              |      |  |  |  |
| * Conseiller sortant |                 |              |      |  |  |  |

#### Canton de Villaines-la-Juhel
|                      | Charles-Marie Bodereau * | Opportuniste | 2118 |  |  |  |
|                      |                          | Divers       | 3    |  |  |  |
|                      |                          |              |      |  |  |  |
| Inscrits             | Inscrits                 | Inscrits     | 3326 |  |  |  |
| Votants              | Votants                  | Votants      | 2144 |  |  |  |
| Exprimés             |                          |              |      |  |  |  |
| * Conseiller sortant |                          |              |      |  |  |  |

## Élection partielle durant le mandat
Il y a eu plusieurs élections partielles durant ce mandat à la suite des démissions de Léon Courcelle, Augustin de la Croix-Herpin , aux décès de Jean Baptiste François Vétillard, de Anatole Édouard Robert, de Louis Heuzey, de Amédée Fichet, et de Edmond Lucien Leblanc, de l'inéligibilité de Pierre Heuzey.
| Candidat et parti politique | Candidat et parti politique | Candidat et parti politique | Premier tour | Premier tour | Second tour | Second tour |
| Candidat et parti politique | Candidat et parti politique | Candidat et parti politique | Voix         | %            | Voix        | %           |
| --------------------------- | --------------------------- | --------------------------- | ------------ | ------------ | ----------- | ----------- |
|                             | Augustin de la Croix-Herpin | Rép. Lib.                   | 1999         |              |             |             |
|                             |                             |                             |              |              |             |             |
| Inscrits                    | Inscrits                    | Inscrits                    | 3337         |              |             |             |
| Abstentions                 |                             |                             |              |              |             |             |
| Votants                     | Votants                     | Votants                     | 2 091        |              |             |             |
| Blancs et nuls              |                             |                             |              |              |             |             |
| Exprimés                    |                             |                             |              |              |             |             |

| Candidat et parti politique | Candidat et parti politique  | Candidat et parti politique | Premier tour | Premier tour | Second tour | Second tour |
| Candidat et parti politique | Candidat et parti politique  | Candidat et parti politique | Voix         | %            | Voix        | %           |
| --------------------------- | ---------------------------- | --------------------------- | ------------ | ------------ | ----------- | ----------- |
|                             | Marie-Joseph Delélée-Préhaut | Rép. Lib.                   | 1171         |              |             |             |
|                             | Léon Lebreton                | Opportuniste                | 570          |              |             |             |
|                             | Lelée                        | Rad. ind.                   | 245          |              |             |             |
|                             |                              |                             |              |              |             |             |
| Inscrits                    | Inscrits                     | Inscrits                    | 2655         |              |             |             |
| Abstentions                 |                              |                             |              |              |             |             |
| Votants                     | Votants                      | Votants                     | 2 000        |              |             |             |
| Blancs et nuls              |                              |                             |              |              |             |             |
| Exprimés                    |                              |                             |              |              |             |             |

| Candidat et parti politique | Candidat et parti politique | Candidat et parti politique | Premier tour | Premier tour | Second tour | Second tour |
| Candidat et parti politique | Candidat et parti politique | Candidat et parti politique | Voix         | %            | Voix        | %           |
| --------------------------- | --------------------------- | --------------------------- | ------------ | ------------ | ----------- | ----------- |
|                             | Louis Heuzey                | Opportuniste                | 1621         |              |             |             |
|                             |                             |                             |              |              |             |             |
| Inscrits                    | Inscrits                    | Inscrits                    | 2398         |              |             |             |
| Abstentions                 |                             |                             |              |              |             |             |
| Votants                     | Votants                     | Votants                     | 1 708        |              |             |             |
| Blancs et nuls              |                             |                             |              |              |             |             |
| Exprimés                    |                             |                             |              |              |             |             |

| Candidat et parti politique | Candidat et parti politique       | Candidat et parti politique | Premier tour | Premier tour | Second tour | Second tour |
| Candidat et parti politique | Candidat et parti politique       | Candidat et parti politique | Voix         | %            | Voix        | %           |
| --------------------------- | --------------------------------- | --------------------------- | ------------ | ------------ | ----------- | ----------- |
|                             | Comte Charles Horric de Beaucaire | Rép. Lib.                   | 2109         |              |             |             |
|                             |                                   | Divers                      | 72           |              |             |             |
|                             |                                   |                             |              |              |             |             |
| Inscrits                    | Inscrits                          | Inscrits                    | 3362         |              |             |             |
| Abstentions                 |                                   |                             |              |              |             |             |
| Votants                     | Votants                           | Votants                     | 2 189        |              |             |             |
| Blancs et nuls              |                                   |                             |              |              |             |             |
| Exprimés                    |                                   |                             |              |              |             |             |

| Candidat et parti politique | Candidat et parti politique | Candidat et parti politique | Premier tour | Premier tour | Second tour | Second tour |
| Candidat et parti politique | Candidat et parti politique | Candidat et parti politique | Voix         | %            | Voix        | %           |
| --------------------------- | --------------------------- | --------------------------- | ------------ | ------------ | ----------- | ----------- |
|                             | Pierre Heuzey               | Opportuniste                | 1150         |              |             |             |
|                             | Antonin Prévost             | Monarchiste                 | 550          |              |             |             |
|                             |                             |                             |              |              |             |             |
| Inscrits                    | Inscrits                    | Inscrits                    | 2348         |              |             |             |
| Abstentions                 |                             |                             |              |              |             |             |
| Votants                     | Votants                     | Votants                     | 1 851        |              |             |             |
| Blancs et nuls              |                             |                             |              |              |             |             |
| Exprimés                    |                             |                             |              |              |             |             |

| Candidat et parti politique | Candidat et parti politique | Candidat et parti politique | Premier tour | Premier tour | Second tour | Second tour |
| Candidat et parti politique | Candidat et parti politique | Candidat et parti politique | Voix         | %            | Voix        | %           |
| --------------------------- | --------------------------- | --------------------------- | ------------ | ------------ | ----------- | ----------- |
|                             | Edmond Leblanc              | Rép. Lib.                   | 1148         |              |             |             |
|                             | Paul Deribéré-Desgardes     | Opportuniste                | 784          |              |             |             |
|                             |                             |                             |              |              |             |             |
| Inscrits                    | Inscrits                    | Inscrits                    | 2276         |              |             |             |
| Abstentions                 |                             |                             |              |              |             |             |
| Votants                     | Votants                     | Votants                     | 1 953        |              |             |             |
| Blancs et nuls              |                             |                             |              |              |             |             |
| Exprimés                    |                             |                             |              |              |             |             |

| Candidat et parti politique | Candidat et parti politique | Candidat et parti politique | Premier tour | Premier tour | Second tour | Second tour |
| Candidat et parti politique | Candidat et parti politique | Candidat et parti politique | Voix         | %            | Voix        | %           |
| --------------------------- | --------------------------- | --------------------------- | ------------ | ------------ | ----------- | ----------- |
|                             | Pierre Heuzey               | Opportuniste                | 1224         |              |             |             |
|                             | Plessis                     | Nationaliste                | 672          |              |             |             |
|                             |                             |                             |              |              |             |             |
| Inscrits                    | Inscrits                    | Inscrits                    | 2 309        |              |             |             |
| Abstentions                 |                             |                             |              |              |             |             |
| Votants                     | Votants                     | Votants                     | 1 916        |              |             |             |
| Blancs et nuls              |                             |                             |              |              |             |             |
| Exprimés                    | Exprimés                    | Exprimés                    | 1909         |              |             |             |

| Candidat et parti politique | Candidat et parti politique | Candidat et parti politique | Premier tour | Premier tour | Second tour | Second tour |
| Candidat et parti politique | Candidat et parti politique | Candidat et parti politique | Voix         | %            | Voix        | %           |
| --------------------------- | --------------------------- | --------------------------- | ------------ | ------------ | ----------- | ----------- |
|                             | Paul Eugêne Provost         | Opportuniste                | 822          |              |             |             |
|                             | Maurice Dutreil             | Rép. Lib.                   | 700          |              |             |             |
|                             |                             |                             |              |              |             |             |
| Inscrits                    | Inscrits                    | Inscrits                    | 1830         |              |             |             |
| Abstentions                 |                             |                             |              |              |             |             |
| Votants                     | Votants                     | Votants                     | 1 600        |              |             |             |
| Blancs et nuls              |                             |                             |              |              |             |             |
| Exprimés                    |                             |                             |              |              |             |             |

## Sources
- La Mayenne, 7 août 1898
- L'Avenir de la Mayenne, 7 août 1898